# Список политических партий Гренландии
Гренландия, являющаяся автономной территорией Дании, в политическом отношении представляет парламентскую представительную демократию с многопартийной системой, входящую в состав Датского Соединённого королевства. В Гренландии не действуют датские партии, а только свои, которые могут в Фолькетинге, датском парламенте, сотрудничать с общенациональными партиями.
Первая политическая партия в Гренландии была основана в 1969 году и просуществовала менее десяти лет. Собственная партийная система в Гренландии начала формироваться во второй половине 1970-х годов, в преддверии получении островом автономии. Именно тогда были основаны партии, которые до сих пор играют ведущие роли в островной политике.

## Ныне существующие
| Символ | Символ | Название                                                 | Аббр. | Год  | Идеология                                                                               | Лидер                 | Представительство | Представительство | Представительство |
| Символ | Символ | Название                                                 | Аббр. | Год  | Идеология                                                                               | Лидер                 | Фолькетинг        | Инацисартут       | Коммуны           |
| ------ | ------ | -------------------------------------------------------- | ----- | ---- | --------------------------------------------------------------------------------------- | --------------------- | ----------------- | ----------------- | ----------------- |
|        |        | «Инуит Атакватигиит» Inuit Ataqatigiit                   | IA    | 1976 | Социализм (Демократический социализм, социал-демократия), сепаратизм, левый национализм | Муте Боуруп Эгеде     | 1 из 179          | 12 из 31          | 32 из 81          |
|        |        | «Сиумут» Siumut                                          | S     | 1977 | Социал-демократия, сепаратизм                                                           | Эрик Йенсен           | 0 из 179          | 10 из 31          | 31 из 81          |
|        |        | «Налерак» Naleraq                                        | PN    | 2014 | Центризм, популизм, сепаратизм                                                          | Пеле Броберг          | 1 из 179          | 4 из 31           | 8 из 81           |
|        |        | «Атассут» Atassut                                        | A     | 1978 | Консервативный либерализм, либеральный консерватизм, юнионизм, автономизм               | Аккалу Йеримиассен    | 0 из 179          | 2 из 31           | 6 из 81           |
|        |        | «Демокраатит» Demokraatit                                | D     | 2002 | Либерализм, социал-либерализм, юнионизм                                                 | Йенс-Фредерик Нильсен | 0 из 179          | 10 из 31          | 4 из 81           |
|        |        | Партия сотрудничества Suleqatigiissitsisut               | SA    | 2018 | Либерализм, экономический либерализм, юнионизм                                          | Михаэль Росинг        | 0 из 179          | 0 из 31           | 0 из 81           |
|        |        | Нунатта Киторнаи Nunatta Qitornai («Потомки нашей земли» | NQ    | 2017 | Левоцентризм, социал-демократия, сепаратизм, децентрализация                            | Виттус Квуяукитсок    | 0 из 179          | 0 из 31           | 0 из 81           |

## Исторические партии Гренландии
- Сукак[дат.] (Sukaq; 1969—1970-е). Первая в Гренландии политическая партия, основанная юристом и политиком Кнудом Хертлингом[дат.], который был членом Совета Гренландии (1964–1971), одним из представителей Гренландии в Фолькетинге (1964–1973) и входил в гренландский кабинет министров (1971—1973). Социал-демократия, гренландский национализм, сепаратизм. Когда была создана социал-демократическая партия «Сиумут», многие члены «Сукак» присоединились к этой партии.
- Партия трудящихся[дат.] (гренл. Sulissartut Partiat, «Сулиссартут»; 1979—1983). Создана как политическое крыло крупнейшего гренландского профсоюза Гренландская ассоциация рабочих, который ранее поддерживал «Сиумут». В преддверии выборов 1983 года влилась в Народную партию. Левый центр; социал-демократия, демократический социализм.
- Полярная партия[дат.] (гренл. Issittup Partiia; до 1987—после 1995). Создана рыбаком Николаем Генрихом[дат.]. Национализм, консерватизм.
- Партия центра[дат.] (гренл. Akulliit Partiiat; 1990—после 1995). Основана бывшим мэром Нуука Бьярне Кройцманном как попытка найти золотую середину между левым сепаратизмом «Сиумута» (с государственной собственностью на большую часть промышленности и доминирующую торговую компанию) и консервативным либерализмом «Атассута». Выступала за приватизацию, дерегулирование и снижение налогов, чтобы создать экономическую основу для независимости путём создания сильного частного сектора, позволяющего стране стать более самостоятельным и постепенно отказаться от датского финансовой помощи.
- Ассоциация кандидатов[дат.] (гренл. Kattusseqatigiit, «Каттуссекатегиит»; 1993—2013). Организована полицейским и политиком Антоном Фредериксеном[дат.]. Как политическая партия зарегистрирована в 2005 году. Самораспустилась после поражения на региональных выборах 2013 года, её основатель вступил в партию «Налерак». Правоцентризм, консерватизм, либеральный консерватизм.
- Женская партия[дат.] (гренл. Arnat Partiiat; 1999—2008). Сформирована группой активисток недовольных низким представительством женщин в политике. Феминизм.
- Сорлаат[дат.] (гренл. Sorlaat Partiiat, «Корни»; 2008—2010). Создана Николин Цимер из-за недовольства экономической политикой правительства. Позиционировала себя как международно-ориентированная либерально-социалистическая партия, расположенная в политическом центре. Выступала, среди прочего, за усиление социального обеспечения, повышение прозрачности в управлении и сокращения в государственном секторе, введение схеме грин-карты для иммиграции рабочих в Гренландию, прогрессивное налогообложению и значительное уменьшение государственной собственности, а также за большую независимость от Дании. После самороспуска основатель присоединился к «Народному сообществу».
- Партия Инуитов[дат.] (гренл. Partii Inuit, также «Народная партия»; 2013—2018). Партию основал Никку Олсен[дат.], покинувший «Народное сообщество» из-за разногласий по языковому вопросу и новому закону о добыче полезных ископаемых иностранными компаниями. В преддверии региональных выборов 2018 года было объявлено о том что партия распускается и её члены партии присоединятся к партии «Налерак». Левые, Экосоциализм, сепаратизм.